# UFC 35
UFC 35: Throwdown foi um evento de artes marciais mistas promovido pelo Ultimate Fighting Championship, ocorrido em 11 de janeiro de 2002 no Mohegan Sun Arena em Uncasville, Connecticut. O evento foi transmitido ao vivo no pay per view, e depois vendido em home video.

## Background
O UFC 35 contou com duas lutas pelo título, Jens Pulver enfrentou B.J. Penn pelo Cinturão Peso Leve do UFC e Murilo Bustamante enfrentou Dave Menne pelo Cinturão Peso Médio do UFC. Esse foi o primeiro evento do UFC que teve uma luta de Peso Leve no evento principal.
De acordo com uma entrevista dada ao Sherdog em Dezembro de 2008, Pat Miletich, o evento foi afetado por uma gripe que se espalhou pelos lutadores, treinadores, e equipe de produção.
Apesar de um número de lutadores sofrerem sintomas de diarreia, desidratação, alucinações, e vômitos, o evento seguiu como planejado. A maioria das pessoas atribui a doença ao restaurante do hotel, ironicamente chamado de "The Octagon". Kevin Randleman admitiu defecar dentro da cueca durante a luta com Renato Sobral. Dave Menne estava bebendo Pepto Bismol até sua caminhada ao cage. Eugene Jackson também lutou (e venceu) com febre.
Shonie Carter era originalmente esperado para enfrentar Gil Castillo nesse evento, mas foi retirado devido à obrigações contratuais com outra promoção. Chris Brennan entrou em seu lugar.
Após o evento, Jens Pulver deixou o UFC devido a uma disputa contratual.

## Resultados
Nota 1 Pelo Cinturão Peso Leve do UFC.

Nota 2 Pelo Cinturão Peso Médio do UFC.

## Ligações Externas
1. ↑  Nota 1
2. ↑  Nota 2